# Thomas Helveg
Thomas Helveg (Odense, 24 giugno 1971) è un allenatore di calcio ed ex calciatore danese, di ruolo difensore.

## Carriera

### Giocatore

#### Club

##### Gli inizi
Ha iniziato a giocare nella squadra della sua città, l'OB Odense, in cui è rimasto sino al novembre del 1993 e con la quale aveva anche fatto le Giovanili. Dopo quest'esperienza inizia la sua avventura italiana, ingaggiato dall'Udinese.

##### In Serie A

Helveg (a destra) in maglia friulana nel campionato 1997-1998, in contrasto sullo juventino Zidane.

Debutta in Serie A appena arrivato, il 28 dello stesso mese di novembre in Udinese-Atalanta (0-0), e a fine stagione la squadra retrocede, con Helveg sceso in campo 22 volte con 2 reti all'attivo. Nel 1994 vince il premio di Calciatore danese dell'anno, premio assegnato dalla Spillerforeningen. Nel 1997 viene raggiunto in squadra dal giovane connazionale Martin Jørgensen. A fine stagione arriva la proposta del Milan, che il danese accetta firmando il contratto poco prima di andare ai Mondiali con la sua Danimarca.

Helveg (a sinistra) al Milan nel campionato 1998-1999, mentre sottrae la palla al fiorentino Batistuta.

In rossonero Helveg ritrova l'allenatore Alberto Zaccheroni e il compagno di squadra Oliver Bierhoff, già avuti a Udine, vincendo con loro subito lo scudetto. Nel Milan Helveg gioca per cinque stagioni, le ultime due in prestito, vincendo anche una Coppa Italia e la UEFA Champions League. Passa poi all'Inter, dove gioca per una stagione (2003-2004), anche se il cartellino apparteneva alla società già da due stagioni in seguito a uno scambio con Cyril Domoraud, il cui cartellino fu ceduto al Milan.

##### In Inghilterra e Germania
Seguono poi una stagione in Inghilterra al Norwich City e due in Germania presso il Borussia Mönchengladbach, dove trova poco spazio.

##### Ultimi anni
Nel 2007 rescinde consensualmente il contratto che lo legava alla società tedesca per firmare con l'OB Odense, la squadra con cui si era affacciato al calcio professionistico. Si ritira, sulla soglia dei 40 anni, nel 2010.

#### Nazionale
Thomas esordisce in nazionale maggiore nel 1994. Partecipa due anni prima alle Olimpiadi di Barcellona con la nazionale olimpica. In totale colleziona 108 presenze fino al 2007, è il quarto giocatore di sempre nella sua nazionale per numero di partite disputate. Ha realizzato il quarto gol nel 4 - 1 contro la Nigeria, negli Ottavi di finale del Mondiale di calcio 1998.

### Allenatore
Dal 2011 è collaboratore tecnico dell'Odense. Dal 2018 assume lo stesso ruolo per la nazionale danese.

## Statistiche

### Presenze e reti nei club
| Stagione          | Squadra             | Campionato        | Campionato | Campionato | Coppe nazionali | Coppe nazionali | Coppe nazionali | Coppe continentali | Coppe continentali | Coppe continentali | Altre coppe | Altre coppe | Altre coppe | Totale | Totale |
| Stagione          | Squadra             | Comp              | Pres       | Reti       | Comp            | Pres            | Reti            | Comp               | Pres               | Reti               | Comp        | Pres        | Reti        | Pres   | Reti   |
| ----------------- | ------------------- | ----------------- | ---------- | ---------- | --------------- | --------------- | --------------- | ------------------ | ------------------ | ------------------ | ----------- | ----------- | ----------- | ------ | ------ |
| 1989              | Odense              | D1                | 2          | 1          | -               | -               | -               | -                  | -                  | -                  | -           | -           | -           | 2      | 1      |
| 1990              | Odense              | D1                | 19         | 2          | -               | -               | -               | CC                 | 2                  | 0                  | -           | -           | -           | 21     | 2      |
| 1991              | Odense              | D1                | 17         | 0          | -               | -               | -               | -                  | -                  | -                  | -           | -           | -           | 17     | 0      |
| 1991-1992         | Odense              | D1                | 21         | 0          | -               | -               | -               | CdC                | 1                  | 0                  | -           | -           | -           | 22     | 0      |
| 1992-1993         | Odense              | D1                | 31         | 1          | -               | -               | -               | -                  | -                  | -                  | -           | -           | -           | 31     | 1      |
| gen.-nov. 1993    | Odense              | D1                | 13         | 0          | -               | -               | -               | -                  | -                  | -                  | -           | -           | -           | 13     | 0      |
| 1993-1994         | Udinese             | A                 | 22         | 2          | CI              | 2               | 0               | -                  | -                  | -                  | -           | -           | -           | 24     | 2      |
| 1994-1995         | Udinese             | B                 | 30         | 1          | CI              | 2               | 0               | -                  | -                  | -                  | -           | -           | -           | 32     | 1      |
| 1995-1996         | Udinese             | A                 | 31         | 2          | CI              | 1               | 0               | -                  | -                  | -                  | -           | -           | -           | 32     | 2      |
| 1996-1997         | Udinese             | A                 | 30         | 1          | CI              | 0               | 0               | -                  | -                  | -                  | -           | -           | -           | 30     | 1      |
| 1997-1998         | Udinese             | A                 | 28         | 0          | CI              | 2               | 0               | CU                 | 4                  | 0                  | -           | -           | -           | 34     | 0      |
| Totale Udinese    | Totale Udinese      | Totale Udinese    | 141        | 6          |                 | 7               | 0               |                    | 4                  | 0                  |             | -           | -           | 152    | 6      |
| 1998-1999         | Milan               | A                 | 27         | 0          | CI              | 4               | 1               | -                  | -                  | -                  | -           | -           | -           | 31     | 1      |
| 1999-2000         | Milan               | A                 | 27         | 0          | CI              | 1               | 0               | UCL                | 4                  | 0                  | -           | -           | -           | 32     | 0      |
| 2000-2001         | Milan               | A                 | 28         | 0          | CI              | 5               | 0               | UCL                | 9                  | 1                  | -           | -           | -           | 42     | 1      |
| 2001-2002         | Milan               | A                 | 15         | 0          | CI              | 4               | 0               | CU                 | 5                  | 0                  | -           | -           | -           | 24     | 0      |
| 2002-2003         | Milan               | A                 | 8          | 0          | CI              | 7               | 0               | UCL                | 2                  | 0                  | -           | -           | -           | 17     | 0      |
| Totale Milan      | Totale Milan        | Totale Milan      | 105        | 0          |                 | 21              | 1               |                    | 20                 | 1                  |             | -           | -           | 146    | 2      |
| 2003-2004         | Inter               | A                 | 23         | 0          | CI              | 3               | 0               | UCL+CU             | 2+4                | 0                  | -           | -           | -           | 32     | 0      |
| 2004-2005         | Norwich City        | PL                | 5          | 0          | FACup           | 0               | 0               | -                  | -                  | -                  | CdL         | 2           | 0           | 7      | 0      |
| 2005-2006         | Borussia M'gladbach | BL                | 5          | 0          | CG              | 0               | 0               | -                  | -                  | -                  | -           | -           | -           | 5      | 0      |
| 2006-gen. 2007    | Borussia M'gladbach | BL                | 8          | 0          | CG              | 2               | 0               | -                  | -                  | -                  | -           | -           | -           | 10     | 0      |
| Totale M'gladbach | Totale M'gladbach   | Totale M'gladbach | 13         | 0          |                 | 2               | 0               |                    | -                  | -                  |             | -           | -           | 15     | 0      |
| gen.-giu. 2007    | Odense              | SL                | 3          | 0          | -               | -               | -               | -                  | -                  | -                  | -           | -           | -           | 3      | 0      |
| 2007-2008         | Odense              | SL                | 17         | 0          | -               | -               | -               | -                  | -                  | -                  | -           | -           | -           | 17     | 0      |
| 2008-2009         | Odense              | SL                | 30         | 0          | -               | -               | -               | CI                 | 2                  | 0                  | -           | -           | -           | 32     | 0      |
| 2009-2010         | Odense              | SL                | 7          | 0          | -               | -               | -               | -                  | -                  | -                  | -           | -           | -           | 7      | 0      |
| Totale Odense     | Totale Odense       | Totale Odense     | 160        | 4          |                 | -               | -               |                    | 5                  | 0                  |             | -           | -           | 165    | 4      |
| Totale carriera   | Totale carriera     | Totale carriera   | 462        | 10         |                 | 34              | 1               |                    | 35                 | 2                  |             | 2           | 0           | 533    | 13     |

### Cronologia presenze e reti in nazionale
| Cronologia completa delle presenze e delle reti in nazionale ― Danimarca | Cronologia completa delle presenze e delle reti in nazionale ― Danimarca | Cronologia completa delle presenze e delle reti in nazionale ― Danimarca | Cronologia completa delle presenze e delle reti in nazionale ― Danimarca | Cronologia completa delle presenze e delle reti in nazionale ― Danimarca | Cronologia completa delle presenze e delle reti in nazionale ― Danimarca | Cronologia completa delle presenze e delle reti in nazionale ― Danimarca | Cronologia completa delle presenze e delle reti in nazionale ― Danimarca |
| Data                                                                     | Città                                                                    | In casa                                                                  | Risultato                                                                | Ospiti                                                                   | Competizione                                                             | Reti                                                                     | Note                                                                     |
| ------------------------------------------------------------------------ | ------------------------------------------------------------------------ | ------------------------------------------------------------------------ | ------------------------------------------------------------------------ | ------------------------------------------------------------------------ | ------------------------------------------------------------------------ | ------------------------------------------------------------------------ | ------------------------------------------------------------------------ |
| 20-4-1994                                                                | Copenaghen                                                               | Danimarca                                                                | 3 – 1                                                                    | Ungheria                                                                 | Amichevole                                                               | -                                                                        | 14’ 80’                                                                  |
| 26-5-1994                                                                | Copenaghen                                                               | Danimarca                                                                | 1 – 0                                                                    | Svezia                                                                   | Amichevole                                                               | -                                                                        | Ammonizione                                                              |
| 1-6-1994                                                                 | Oslo                                                                     | Norvegia                                                                 | 2 – 1                                                                    | Danimarca                                                                | Amichevole                                                               | -                                                                        |                                                                          |
| 17-8-1994                                                                | Copenaghen                                                               | Danimarca                                                                | 2 – 1                                                                    | Finlandia                                                                | Amichevole                                                               | -                                                                        |                                                                          |
| 7-9-1994                                                                 | Skopje                                                                   | Macedonia                                                                | 1 – 1                                                                    | Danimarca                                                                | Qual. Euro 1996                                                          | -                                                                        | 26’                                                                      |
| 12-10-1994                                                               | Copenaghen                                                               | Danimarca                                                                | 3 – 1                                                                    | Belgio                                                                   | Qual. Euro 1996                                                          | -                                                                        |                                                                          |
| 16-11-1994                                                               | Siviglia                                                                 | Spagna                                                                   | 3 – 0                                                                    | Danimarca                                                                | Qual. Euro 1996                                                          | -                                                                        |                                                                          |
| 29-3-1995                                                                | Limassol                                                                 | Cipro                                                                    | 1 – 1                                                                    | Danimarca                                                                | Qual. Euro 1996                                                          | -                                                                        | 46’                                                                      |
| 26-4-1995                                                                | Copenaghen                                                               | Danimarca                                                                | 1 – 0                                                                    | Macedonia                                                                | Qual. Euro 1996                                                          | -                                                                        | 78’ 83’                                                                  |
| 15-11-1995                                                               | Copenaghen                                                               | Danimarca                                                                | 3 – 1                                                                    | Armenia                                                                  | Qual. Euro 1996                                                          | -                                                                        |                                                                          |
| 27-3-1996                                                                | Monaco                                                                   | Germania                                                                 | 2 – 0                                                                    | Danimarca                                                                | Amichevole                                                               | -                                                                        |                                                                          |
| 24-4-1996                                                                | Copenaghen                                                               | Danimarca                                                                | 2 – 0                                                                    | Scozia                                                                   | Amichevole                                                               | -                                                                        |                                                                          |
| 2-6-1996                                                                 | Copenaghen                                                               | Danimarca                                                                | 1 – 0                                                                    | Ghana                                                                    | Amichevole                                                               | 1                                                                        |                                                                          |
| 9-6-1996                                                                 | Sheffield                                                                | Danimarca                                                                | 1 – 1                                                                    | Portogallo                                                               | Euro 1996 - 1º turno                                                     | -                                                                        | 30’                                                                      |
| 16-6-1996                                                                | Sheffield                                                                | Croazia                                                                  | 3 – 0                                                                    | Danimarca                                                                | Euro 1996 - 1º turno                                                     | -                                                                        | 46’                                                                      |
| 19-6-1996                                                                | Sheffield                                                                | Turchia                                                                  | 0 – 3                                                                    | Danimarca                                                                | Euro 1996 - 1º turno                                                     | -                                                                        | 56’                                                                      |
| 14-8-1996                                                                | Göteborg                                                                 | Svezia                                                                   | 0 – 1                                                                    | Danimarca                                                                | Amichevole                                                               | -                                                                        |                                                                          |
| 1-9-1996                                                                 | Lubiana                                                                  | Slovenia                                                                 | 0 – 2                                                                    | Danimarca                                                                | Qual. Mondiali 1998                                                      | -                                                                        |                                                                          |
| 9-10-1996                                                                | Copenaghen                                                               | Danimarca                                                                | 2 – 1                                                                    | Grecia                                                                   | Qual. Mondiali 1998                                                      | -                                                                        |                                                                          |
| 9-11-1996                                                                | Copenaghen                                                               | Danimarca                                                                | 1 – 0                                                                    | Francia                                                                  | Amichevole                                                               | -                                                                        |                                                                          |
| 29-3-1997                                                                | Spalato                                                                  | Croazia                                                                  | 1 – 1                                                                    | Danimarca                                                                | Qual. Mondiali 1998                                                      | -                                                                        | 48’                                                                      |
| 30-4-1997                                                                | Copenaghen                                                               | Danimarca                                                                | 4 – 0                                                                    | Slovenia                                                                 | Qual. Mondiali 1998                                                      | -                                                                        |                                                                          |
| 8-6-1997                                                                 | Copenaghen                                                               | Danimarca                                                                | 2 – 0                                                                    | Bosnia ed Erzegovina                                                     | Qual. Mondiali 1998                                                      | -                                                                        |                                                                          |
| 20-8-1997                                                                | Zenica                                                                   | Bosnia ed Erzegovina                                                     | 3 – 0                                                                    | Danimarca                                                                | Qual. Mondiali 1998                                                      | -                                                                        | 77’                                                                      |
| 10-9-1997                                                                | Copenaghen                                                               | Danimarca                                                                | 3 – 1                                                                    | Croazia                                                                  | Qual. Mondiali 1998                                                      | -                                                                        |                                                                          |
| 11-10-1997                                                               | Atene                                                                    | Grecia                                                                   | 0 – 0                                                                    | Danimarca                                                                | Qual. Mondiali 1998                                                      | -                                                                        | 84’                                                                      |
| 25-3-1998                                                                | Glasgow                                                                  | Scozia                                                                   | 0 – 1                                                                    | Danimarca                                                                | Amichevole                                                               | -                                                                        |                                                                          |
| 22-4-1998                                                                | Copenaghen                                                               | Danimarca                                                                | 0 – 2                                                                    | Norvegia                                                                 | Amichevole                                                               | -                                                                        |                                                                          |
| 28-5-1998                                                                | Malmö                                                                    | Svezia                                                                   | 3 – 0                                                                    | Danimarca                                                                | Amichevole                                                               | -                                                                        | 40’ 73’                                                                  |
| 5-6-1998                                                                 | Copenaghen                                                               | Danimarca                                                                | 1 – 2                                                                    | Camerun                                                                  | Amichevole                                                               | -                                                                        | 46’                                                                      |
| 12-6-1998                                                                | Lens                                                                     | Arabia Saudita                                                           | 0 – 1                                                                    | Danimarca                                                                | Mondiali 1998 - 1º turno                                                 | -                                                                        |                                                                          |
| 18-6-1998                                                                | Tolosa                                                                   | Sudafrica                                                                | 1 – 1                                                                    | Danimarca                                                                | Mondiali 1998 - 1º turno                                                 | -                                                                        |                                                                          |
| 24-6-1998                                                                | Lione                                                                    | Francia                                                                  | 2 – 1                                                                    | Danimarca                                                                | Mondiali 1998 - 1º turno                                                 | -                                                                        |                                                                          |
| 28-6-1998                                                                | Saint-Denis                                                              | Nigeria                                                                  | 1 – 4                                                                    | Danimarca                                                                | Mondiali 1998 - Ottavi di finale                                         | 1                                                                        |                                                                          |
| 3-7-1998                                                                 | Nantes                                                                   | Brasile                                                                  | 3 – 2                                                                    | Danimarca                                                                | Mondiali 1998 - Quarti di finale                                         | -                                                                        | 19’ 87’                                                                  |
| 19-8-1998                                                                | Praga                                                                    | Rep. Ceca                                                                | 1 – 0                                                                    | Danimarca                                                                | Amichevole                                                               | -                                                                        | 79’                                                                      |
| 5-9-1998                                                                 | Minsk                                                                    | Bielorussia                                                              | 0 – 0                                                                    | Danimarca                                                                | Qual. Euro 2000                                                          | -                                                                        |                                                                          |
| 10-10-1998                                                               | Copenaghen                                                               | Danimarca                                                                | 1 – 2                                                                    | Galles                                                                   | Qual. Euro 2000                                                          | -                                                                        |                                                                          |
| 14-10-1998                                                               | Zurigo                                                                   | Svizzera                                                                 | 1 – 1                                                                    | Danimarca                                                                | Qual. Euro 2000                                                          | -                                                                        |                                                                          |
| 10-2-1999                                                                | Spalato                                                                  | Croazia                                                                  | 0 – 1                                                                    | Danimarca                                                                | Amichevole                                                               | -                                                                        |                                                                          |
| 27-3-1999                                                                | Copenaghen                                                               | Danimarca                                                                | 1 – 2                                                                    | Italia                                                                   | Qual. Euro 2000                                                          | -                                                                        |                                                                          |
| 28-4-1999                                                                | Copenaghen                                                               | Danimarca                                                                | 1 – 1                                                                    | Sudafrica                                                                | Amichevole                                                               | -                                                                        | 86’                                                                      |
| 18-8-1999                                                                | Copenaghen                                                               | Danimarca                                                                | 0 – 0                                                                    | Paesi Bassi                                                              | Amichevole                                                               | -                                                                        |                                                                          |
| 4-9-1999                                                                 | Copenaghen                                                               | Danimarca                                                                | 2 – 1                                                                    | Svizzera                                                                 | Qual. Euro 2000                                                          | -                                                                        | 37’                                                                      |
| 8-9-1999                                                                 | Napoli                                                                   | Italia                                                                   | 2 – 3                                                                    | Danimarca                                                                | Qual. Euro 2000                                                          | -                                                                        | 52’                                                                      |
| 10-10-1999                                                               | Copenaghen                                                               | Danimarca                                                                | 0 – 0                                                                    | Iran                                                                     | Amichevole                                                               | -                                                                        |                                                                          |
| 13-11-1999                                                               | Ramat Gan                                                                | Israele                                                                  | 0 – 5                                                                    | Danimarca                                                                | Qual. Euro 2000                                                          | -                                                                        |                                                                          |
| 17-11-1999                                                               | Copenaghen                                                               | Danimarca                                                                | 3 – 0                                                                    | Israele                                                                  | Qual. Euro 2000                                                          | -                                                                        | 71’                                                                      |
| 29-3-2000                                                                | Leiria                                                                   | Portogallo                                                               | 2 – 1                                                                    | Danimarca                                                                | Amichevole                                                               | -                                                                        |                                                                          |
| 26-4-2000                                                                | Copenaghen                                                               | Danimarca                                                                | 0 – 1                                                                    | Svezia                                                                   | Amichevole                                                               | -                                                                        | 81’                                                                      |
| 16-6-2000                                                                | Rotterdam                                                                | Danimarca                                                                | 0 – 3                                                                    | Paesi Bassi                                                              | Euro 2000 - 1º turno                                                     | -                                                                        | 82’                                                                      |
| 21-6-2000                                                                | Liegi                                                                    | Danimarca                                                                | 0 – 2                                                                    | Rep. Ceca                                                                | Euro 2000 - 1º turno                                                     | -                                                                        |                                                                          |
| 16-8-2000                                                                | Tórshavn                                                                 | Fær Øer                                                                  | 0 – 2                                                                    | Danimarca                                                                | Amichevole                                                               | -                                                                        | cap.                                                                     |
| 2-9-2000                                                                 | Reykjavík                                                                | Islanda                                                                  | 1 – 2                                                                    | Danimarca                                                                | Qual. Mondiali 2002                                                      | -                                                                        |                                                                          |
| 7-10-2000                                                                | Belfast                                                                  | Irlanda del Nord                                                         | 1 – 1                                                                    | Danimarca                                                                | Qual. Mondiali 2002                                                      | -                                                                        | 2’                                                                       |
| 11-10-2000                                                               | Copenaghen                                                               | Danimarca                                                                | 1 – 1                                                                    | Bulgaria                                                                 | Qual. Mondiali 2002                                                      | -                                                                        |                                                                          |
| 15-11-2000                                                               | Copenaghen                                                               | Danimarca                                                                | 2 – 1                                                                    | Germania                                                                 | Amichevole                                                               | -                                                                        |                                                                          |
| 24-3-2001                                                                | Ta' Qali                                                                 | Malta                                                                    | 0 – 5                                                                    | Danimarca                                                                | Qual. Mondiali 2002                                                      | -                                                                        | 70’                                                                      |
| 28-3-2001                                                                | Praga                                                                    | Rep. Ceca                                                                | 0 – 0                                                                    | Danimarca                                                                | Qual. Mondiali 2002                                                      | -                                                                        |                                                                          |
| 25-4-2001                                                                | Copenaghen                                                               | Danimarca                                                                | 3 – 0                                                                    | Slovenia                                                                 | Amichevole                                                               | -                                                                        |                                                                          |
| 2-6-2001                                                                 | Copenaghen                                                               | Danimarca                                                                | 2 – 1                                                                    | Rep. Ceca                                                                | Qual. Mondiali 2002                                                      | -                                                                        |                                                                          |
| 6-6-2001                                                                 | Copenaghen                                                               | Danimarca                                                                | 2 – 1                                                                    | Malta                                                                    | Qual. Mondiali 2002                                                      | -                                                                        |                                                                          |
| 15-8-2001                                                                | Nantes                                                                   | Francia                                                                  | 1 – 0                                                                    | Danimarca                                                                | Amichevole                                                               | -                                                                        |                                                                          |
| 1-9-2001                                                                 | Copenaghen                                                               | Danimarca                                                                | 1 – 1                                                                    | Irlanda del Nord                                                         | Qual. Mondiali 2002                                                      | -                                                                        |                                                                          |
| 5-9-2001                                                                 | Sofia                                                                    | Bulgaria                                                                 | 0 – 2                                                                    | Danimarca                                                                | Qual. Mondiali 2002                                                      | -                                                                        |                                                                          |
| 6-10-2001                                                                | Copenaghen                                                               | Danimarca                                                                | 6 – 0                                                                    | Islanda                                                                  | Qual. Mondiali 2002                                                      | -                                                                        |                                                                          |
| 17-5-2002                                                                | Copenaghen                                                               | Danimarca                                                                | 2 – 1                                                                    | Camerun                                                                  | Amichevole                                                               | -                                                                        |                                                                          |
| 26-5-2002                                                                | Wakayama                                                                 | Danimarca                                                                | 2 – 1                                                                    | Tunisia                                                                  | Amichevole                                                               | -                                                                        |                                                                          |
| 1-6-2002                                                                 | Ulsan                                                                    | Uruguay                                                                  | 1 – 2                                                                    | Danimarca                                                                | Mondiali 2002 - 1º turno                                                 | -                                                                        |                                                                          |
| 6-6-2002                                                                 | Taegu                                                                    | Danimarca                                                                | 1 – 1                                                                    | Senegal                                                                  | Mondiali 2002 - 1º turno                                                 | -                                                                        | 82’                                                                      |
| 11-6-2002                                                                | Incheon                                                                  | Danimarca                                                                | 2 – 0                                                                    | Francia                                                                  | Mondiali 2002 - 1º turno                                                 | -                                                                        |                                                                          |
| 15-6-2002                                                                | Niigata                                                                  | Danimarca                                                                | 0 – 3                                                                    | Inghilterra                                                              | Mondiali 2002 - Ottavi di finale                                         | -                                                                        | 7’                                                                       |
| 7-9-2002                                                                 | Oslo                                                                     | Norvegia                                                                 | 2 – 2                                                                    | Danimarca                                                                | Qual. Euro 2004                                                          | -                                                                        |                                                                          |
| 20-11-2002                                                               | Copenaghen                                                               | Danimarca                                                                | 2 – 0                                                                    | Polonia                                                                  | Amichevole                                                               | -                                                                        |                                                                          |
| 30-4-2003                                                                | Copenaghen                                                               | Danimarca                                                                | 1 – 0                                                                    | Ucraina                                                                  | Amichevole                                                               | -                                                                        |                                                                          |
| 7-6-2003                                                                 | Copenaghen                                                               | Danimarca                                                                | 1 – 0                                                                    | Norvegia                                                                 | Qual. Euro 2004                                                          | -                                                                        |                                                                          |
| 20-8-2003                                                                | Copenaghen                                                               | Danimarca                                                                | 1 – 1                                                                    | Finlandia                                                                | Amichevole                                                               | -                                                                        |                                                                          |
| 10-9-2003                                                                | Copenaghen                                                               | Danimarca                                                                | 2 – 2                                                                    | Romania                                                                  | Qual. Euro 2004                                                          | -                                                                        |                                                                          |
| 11-10-2003                                                               | Sarajevo                                                                 | Bosnia ed Erzegovina                                                     | 1 – 1                                                                    | Danimarca                                                                | Qual. Euro 2004                                                          | -                                                                        |                                                                          |
| 16-11-2003                                                               | Manchester                                                               | Inghilterra                                                              | 2 – 3                                                                    | Danimarca                                                                | Amichevole                                                               | -                                                                        |                                                                          |
| 18-2-2004                                                                | Adana                                                                    | Turchia                                                                  | 0 – 1                                                                    | Danimarca                                                                | Amichevole                                                               | -                                                                        | 73’                                                                      |
| 28-4-2004                                                                | Copenaghen                                                               | Danimarca                                                                | 1 – 0                                                                    | Scozia                                                                   | Amichevole                                                               | -                                                                        |                                                                          |
| 30-5-2004                                                                | Tallinn                                                                  | Estonia                                                                  | 2 – 2                                                                    | Danimarca                                                                | Amichevole                                                               | -                                                                        |                                                                          |
| 5-6-2004                                                                 | Copenaghen                                                               | Danimarca                                                                | 1 – 2                                                                    | Croazia                                                                  | Amichevole                                                               | -                                                                        |                                                                          |
| 14-6-2004                                                                | Guimarães                                                                | Danimarca                                                                | 0 – 0                                                                    | Italia                                                                   | Euro 2004 - 1º turno                                                     | -                                                                        | 67’                                                                      |
| 18-6-2004                                                                | Braga                                                                    | Bulgaria                                                                 | 0 – 2                                                                    | Danimarca                                                                | Euro 2004 - 1º turno                                                     | -                                                                        |                                                                          |
| 22-6-2004                                                                | Oporto                                                                   | Danimarca                                                                | 2 – 2                                                                    | Svezia                                                                   | Euro 2004 - 1º turno                                                     | -                                                                        |                                                                          |
| 27-6-2004                                                                | Oporto                                                                   | Rep. Ceca                                                                | 3 – 0                                                                    | Danimarca                                                                | Euro 2004 - Quarti di finale                                             | -                                                                        |                                                                          |
| 18-8-2004                                                                | Poznań                                                                   | Polonia                                                                  | 1 – 5                                                                    | Danimarca                                                                | Amichevole                                                               | -                                                                        | cap.                                                                     |
| 4-9-2004                                                                 | Copenaghen                                                               | Danimarca                                                                | 1 – 1                                                                    | Ucraina                                                                  | Qual. Mondiali 2006                                                      | -                                                                        | cap. 24’                                                                 |
| 9-10-2004                                                                | Tirana                                                                   | Albania                                                                  | 0 – 2                                                                    | Danimarca                                                                | Qual. Mondiali 2006                                                      | -                                                                        | cap.                                                                     |
| 13-10-2004                                                               | Copenaghen                                                               | Danimarca                                                                | 1 – 1                                                                    | Turchia                                                                  | Qual. Mondiali 2006                                                      | -                                                                        | cap. 58’                                                                 |
| 26-3-2005                                                                | Copenaghen                                                               | Danimarca                                                                | 3 – 0                                                                    | Kazakistan                                                               | Qual. Mondiali 2006                                                      | -                                                                        | cap.                                                                     |
| 30-3-2005                                                                | Kiev                                                                     | Ucraina                                                                  | 1 – 0                                                                    | Danimarca                                                                | Qual. Mondiali 2006                                                      | -                                                                        | cap. 89’                                                                 |
| 8-6-2005                                                                 | Copenaghen                                                               | Danimarca                                                                | 3 – 1                                                                    | Albania                                                                  | Qual. Mondiali 2006                                                      | -                                                                        | cap.                                                                     |
| 3-9-2005                                                                 | Istanbul                                                                 | Turchia                                                                  | 2 – 2                                                                    | Danimarca                                                                | Qual. Mondiali 2006                                                      | -                                                                        | cap.                                                                     |
| 7-9-2005                                                                 | Copenaghen                                                               | Danimarca                                                                | 6 – 1                                                                    | Georgia                                                                  | Qual. Mondiali 2006                                                      | -                                                                        | cap.                                                                     |
| 12-10-2005                                                               | Almaty                                                                   | Kazakistan                                                               | 1 – 2                                                                    | Danimarca                                                                | Qual. Mondiali 2006                                                      | -                                                                        | 88’                                                                      |
| 27-5-2006                                                                | Århus                                                                    | Danimarca                                                                | 1 – 1                                                                    | Paraguay                                                                 | Amichevole                                                               | -                                                                        | cap.                                                                     |
| 31-5-2006                                                                | Lens                                                                     | Francia                                                                  | 2 – 0                                                                    | Danimarca                                                                | Amichevole                                                               | -                                                                        | cap.                                                                     |
| 16-8-2006                                                                | Odense                                                                   | Danimarca                                                                | 2 – 0                                                                    | Polonia                                                                  | Amichevole                                                               | -                                                                        | 52’                                                                      |
| 1-9-2006                                                                 | Copenaghen                                                               | Danimarca                                                                | 4 – 2                                                                    | Portogallo                                                               | Amichevole                                                               | -                                                                        | 72’                                                                      |
| 6-9-2006                                                                 | Reykjavík                                                                | Islanda                                                                  | 0 – 2                                                                    | Danimarca                                                                | Qual. Euro 2008                                                          | -                                                                        | 90’                                                                      |
| 15-11-2006                                                               | Praga                                                                    | Rep. Ceca                                                                | 1 – 1                                                                    | Danimarca                                                                | Amichevole                                                               | -                                                                        | cap.                                                                     |
| 8-9-2007                                                                 | Solna                                                                    | Svezia                                                                   | 0 – 0                                                                    | Danimarca                                                                | Qual. Euro 2008                                                          | -                                                                        |                                                                          |
| 12-9-2007                                                                | Århus                                                                    | Danimarca                                                                | 4 – 0                                                                    | Liechtenstein                                                            | Qual. Euro 2008                                                          | -                                                                        |                                                                          |
| 13-10-2007                                                               | Århus                                                                    | Danimarca                                                                | 1 – 3                                                                    | Spagna                                                                   | Qual. Euro 2008                                                          | -                                                                        |                                                                          |
| 17-10-2007                                                               | Copenaghen                                                               | Danimarca                                                                | 3 – 1                                                                    | Lettonia                                                                 | Qual. Euro 2008                                                          | -                                                                        |                                                                          |
| Totale                                                                   |                                                                          | Presenze (7º posto)                                                      | 108                                                                      |                                                                          | Reti                                                                     | 2                                                                        |                                                                          |

| Cronologia completa delle presenze e delle reti in nazionale ― Danimarca olimpica | Cronologia completa delle presenze e delle reti in nazionale ― Danimarca olimpica | Cronologia completa delle presenze e delle reti in nazionale ― Danimarca olimpica | Cronologia completa delle presenze e delle reti in nazionale ― Danimarca olimpica | Cronologia completa delle presenze e delle reti in nazionale ― Danimarca olimpica | Cronologia completa delle presenze e delle reti in nazionale ― Danimarca olimpica | Cronologia completa delle presenze e delle reti in nazionale ― Danimarca olimpica | Cronologia completa delle presenze e delle reti in nazionale ― Danimarca olimpica |
| Data                                                                              | Città                                                                             | In casa                                                                           | Risultato                                                                         | Ospiti                                                                            | Competizione                                                                      | Reti                                                                              | Note                                                                              |
| --------------------------------------------------------------------------------- | --------------------------------------------------------------------------------- | --------------------------------------------------------------------------------- | --------------------------------------------------------------------------------- | --------------------------------------------------------------------------------- | --------------------------------------------------------------------------------- | --------------------------------------------------------------------------------- | --------------------------------------------------------------------------------- |
| 26-7-1992                                                                         | Saragozza                                                                         | Danimarca olimpica                                                                | 1 – 1                                                                             | Messico olimpica                                                                  | Olimpiadi 1992 - 1º turno                                                         | -                                                                                 |                                                                                   |
| 28-7-1992                                                                         | Saragozza                                                                         | Danimarca olimpica                                                                | 0 – 0                                                                             | Ghana olimpica                                                                    | Olimpiadi 1992 - 1º turno                                                         | -                                                                                 |                                                                                   |
| 30-7-1992                                                                         | Saragozza                                                                         | Danimarca olimpica                                                                | 0 – 3                                                                             | Australia olimpica                                                                | Olimpiadi 1992 - 1º turno                                                         | -                                                                                 | 23’                                                                               |
| Totale                                                                            |                                                                                   | Presenze                                                                          | 3                                                                                 |                                                                                   | Reti                                                                              | 0                                                                                 |                                                                                   |

## Palmarès

### Giocatore

#### Club

##### Competizioni nazionali
- Campionato danese: 1

Odense: 1989
- Coppa di Danimarca: 2

Odense: 1990-1991, 1992-1993
- Campionato italiano: 1

Milan: 1998-1999
- Coppa Italia: 1

Milan: 2002-2003

##### Competizioni internazionali
- UEFA Champions League: 1

Milan: 2002-2003

#### Individuale
- Calciatore danese dell'anno: 1

1994